# Фронтинский, Олег Борисович
Оле́г Бори́сович Фронти́нский (3 февраля 1938, Ленинград — 17 марта 2020, Санкт-Петербург, Россия) — советский и российский архитектор, художник, коллекционер. Член Союза архитекторов СССР (1967), лауреат премии Совета Министров СССР за экспериментальный жилой дом (1973), член Союза художников Российской Федерации (2000).

## Биография
Всю жизнь жил на Васильевском острове, ребёнком пережив блокаду. Занимался живописью в студии изобразительного искусства Дворца Пионеров под руководством С. Д. Левина (1949—1956). Окончил архитектурный факультет Академии художеств (1956—1961, мастерская А. К. Барутчева).
Среди соседей Фронтинского по Васильевскому острову были поэт Олег Григорьев и художник Владимир Шагин, отец основателя группы «Митьки» Дмитрия Шагина. В 1960—1970-е годы был близок с художниками группы Александра Арефьева.
В 1962—1986 годах работал в ЛенНИИПроекте и Ленинградском зональном научно-исследовательском и проектном институте типового и экспериментального проектирования жилых и общественных зданий (ЛенЗНИИЭП). Параллельно с архитектурой занимался графикой, позднее и живописью. С 1970 года занимался в студии эстампа Академии Художеств. В 1970—1974 годах в литографской мастерской Академии художеств выполнил около 40 литографских пейзажей Ленинграда. В 1973 году удостоен премии Совета Министров СССР за экспериментальный жилой дом. После увольнения из ЛенНИИПроекта начал активно заниматься живописью.
Основной жанр — городской пейзаж. Помимо художников арефьевского круга, отмечается влияние на Фронтинского французского модернизма, а в эволюции стиля живописи просматривается движение от «раскрепощенного цвета» и пастозной манеры письма к большему лаконизму формы и локализации цвета, «от чистой живописности в сторону рисования».
Фронтинский — коллекционер и популяризатор творчества художников «Ордена непродающихся живописцев» (арефьевского круга).

## Музеи
Работы художника находятся в собраниях:
- Государственного Русского музея
- Музея истории Санкт-Петербурга
- Музея городской скульптуры Санкт-Петербурга
- музея «Царскосельская коллекция»
- Астраханской галереи
- Мурманского областного художественного музея
- музея С. А. Есенина

## Семья
Супруга Юлия Горская — архитектор, художница. Сын Владимир Фронтинский — иконописец.

## Архитектурные проекты
- В соавт. с: Н. Г. Сваричевский. Экспериментальный жилой дом в Купчине (1970, Будапештская улица, 14, корп. 1, премия Совета министров СССР 1973 года[6]). Серия 1Лг-602В. Особенностью дома являются диагонально центрированные лестницы (система «Д»)[7].
- В соавт. с: В. И. Тихомиров и В. Е. Жуков. Проект «школы-самолёта»[8] (1979, пос. Можайский, индивидуальный проект[9]).
- По собственному свидетельству, построил 35 домов[10].

## Выставки
С 1985 года принял участие более чем в 150 выставках. Среди них:
- выставки ТЭИИ (Товарищества экспериментального изобразительного искусства);
- выставки группы художников «Митьки»;
- все выставки «Петербург» в Манеже[11];
- «Живопись. Графика» (2009, Музей нонконформистского искусства, СПб.)[12];
- «Кончилось лето по всем приметам» (2010, Галерея современного искусства Арт-Объект, СПб.);
- «Диалоги». Совместно с Юлией Горской (2011, Новгородский городской выставочный центр «Диалог»; 2014, выставочный зал Вятского художественного музея; 2014, KGallery, СПб.);
- «Прогулка по Васильевскому» (2012, DiDi Art Gallery, СПб.);
- «Васильевский остров» (2016, Галерея «Жил & Работал», СПб);
- «Спорт» (2016, Галерея современного искусства Арт-Объект, СПб.);
- «Художник и его коллекция» (2017—2018, Новый музей, СПб.)[4];
- «Графика Олега Фронтинского» (2018, Библиотека книжной графики, СПб.)[13];
- «То солнце в небе, то луна» (2019, Голубая гостиная СПб СХ)[14].